# Artjom Olegowitsch Meschtschaninow
Artjom Olegowitsch Meschtschaninow (russisch Артём Олегович Мещанинов; * 19. Februar 1996 in Kolpino) ist ein russischer Fußballspieler.

## Karriere
Meschtschaninow begann seine Karriere bei Zenit St. Petersburg. Im Januar 2013 wechselte er zu Trewis & WWK St. Petersburg. Im Januar 2014 zog er weiter zum FK Tosno. Im Januar 2015 wechselte er nach Tschechien zu Baník Ostrava. Bei Baník gehörte er ab der Saison 2015/16 zum Profikader und debütierte dann im Februar 2016 gegen den FC Fastav Zlín in der Synot Liga. In seiner ersten Profisaison kam er zu elf Einsätzen in der höchsten tschechischen Spielklasse, aus der er mit Baník allerdings abstieg. In der Saison 2016/17 absolvierte er dann 13 Partien in der FNL und schaffte mit Ostrava den direkten Wiederaufstieg.
Nach dem Aufstieg wurde er im August 2017 an den Zweitligisten 1. SC Znojmo verliehen. Für Znojmo spielte er bis zur Winterpause 2017/18 achtmal, ehe er nach Ostrava zurückkehrte. Für Baník kam er bis Saisonende verletzungsbedingt nicht mehr zum Einsatz. In der Saison 2018/19 absolvierte er 18 Partien in Tschechiens Oberhaus. Im August 2019 kehrte Meschtschaninow leihweise nach Russland zurück und schloss sich dem Zweitligisten Baltika Kaliningrad an. Für Baltika spielte er bis zum COVID-bedingten Abbruch der Saison 2019/20 neunmal in der Perwenstwo FNL. Im Juli 2020 wurde er von Kaliningrad fest verpflichtet. In der Saison 2020/21 absolvierte der Innenverteidiger 34 Zweitligaspiele, in der Saison 2021/22 kam er zu 36 Einsätzen.
Zur Saison 2022/23 wechselte Meschtschaninow zum Erstligisten FK Sotschi. Sein Debüt in der Premjer-Liga gab er dann im Juli 2022. Bis Saisonende absolvierte er 17 Partien für Sotschi im Oberhaus. In der Saison 2023/24 kam er bis zur Winterpause nur zweimal zum Einsatz.
Im Januar 2024 wechselte er daraufhin zum Zweitligisten Rodina Moskau.